# Laïd Lamrani
Pour les articles homonymes, voir Lamrani.

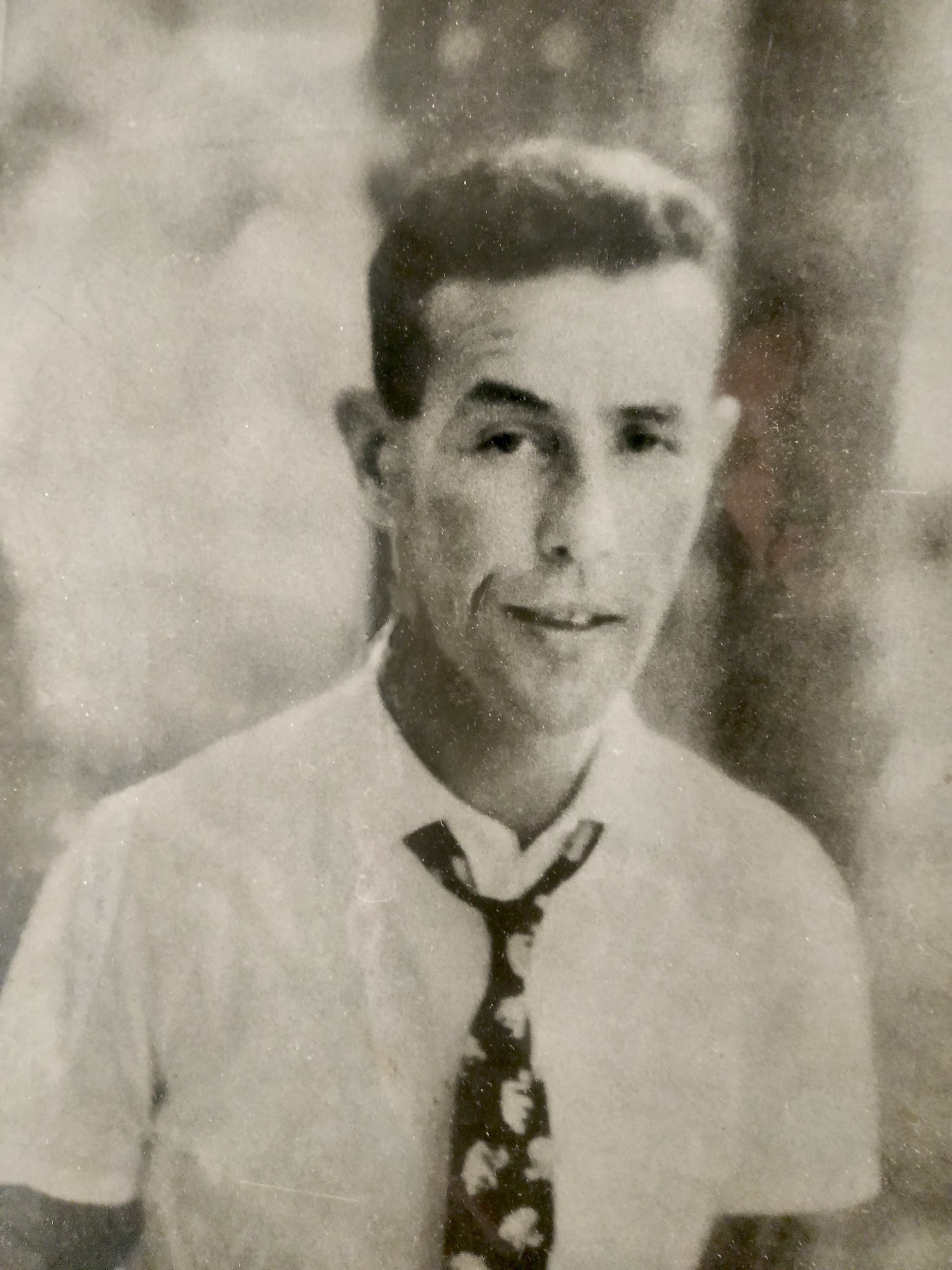
Maître Laïd Lamrani.

Laïd Lamrani, né le 3 novembre 1914 à Batna et mort en 1955 en Algérie, est un bâtonnier de l'ordre des avocats et ancien combattant de la Deuxième guerre mondiale, puis membre du comité central du Parti communiste algérien. Il rejoint les rangs de l'Armée de libération nationale (ALN) avant d'être assassiné au maquis en 1955.

## Biographie

### Jeunesse
Laïd Lamrani est l’aîné d'une mère originaire de la région des Oasis et de Biskra, et d'un père commerçant originaire de Jijel en Petite Kabylie, qui bénéficient d'une certaine aisance, ce qui lui permet de suivre des études de droit à Alger puis à Toulouse. Il rejoint les Jeunesses communistes dans les années trente avant d'être mobilisé à deux reprises sur le front en 1939 et en 1942. À la Libération, il retourne en Algérie décoré de la Croix de guerre et ouvre un cabinet d'avocat en 1945 à Batna, sa ville natale, où il s'installe avec sa femme Hizia. À partir de cette date, il est le candidat communiste aux diverses élections de la région jusqu'en 1955. 

### Vie professionnelle
Surnommé « l'avocat des pauvres », il défend à plusieurs reprises des membres de l'Armée de libération nationale (ALN) durant la guerre d'Algérie, dont le leader Mostefa Ben Boulaïd. Plus largement, il défend de nombreux militants condamnés pour leurs actions de propagande anticolonialiste. 

### Militantisme
Membre du PCA puis élu au comité central (direction nationale), il se rapproche, malgré les pressions exercées par le parti, des nationalistes et de la lutte armée avec d'autres communistes comme Maurice Laban et Mohammed Guerrouf. Dès 1954, il est en contact direct avec les chefs locaux du FLN, dont Ben Boulaïd, Berrahil et Si Slimane. En 1955, ses compagnons et lui, dont Maurice Laban entre autres, décident de prendre les armes pour rejoindre les maquisards dans les Aurès. Son propre frère, Abelhamid Lamrani, est, à la même période, le bras droit de Mostefa Ben Boulaïd.

### Disparition
Laïd Lamrani est assassiné au maquis aux côtés de l'ancien combattant des Brigades internationales Georges Raffini à la fin de l'année 1955, selon le journaliste français Alain Ruscio, il est assassiné par des membres anti-communistes de l'ALN. Selon la légende relatée par Tahar Ouettar dans son ouvrage L'As et confirmée dans la préface d'Henri Alleg, Laïd Lamrani serait mort égorgé pour avoir refusé de renier son engagement communiste. Il est déclaré « mort au combat » à l'instar de tous ceux qui, comme lui, ont péri lors de ces purges.

## Hommages
Une rue porte le nom des trois frères Lamrani, martyrs de la révolution, dans leur ville natale de Batnaainsi qu'un lycée.

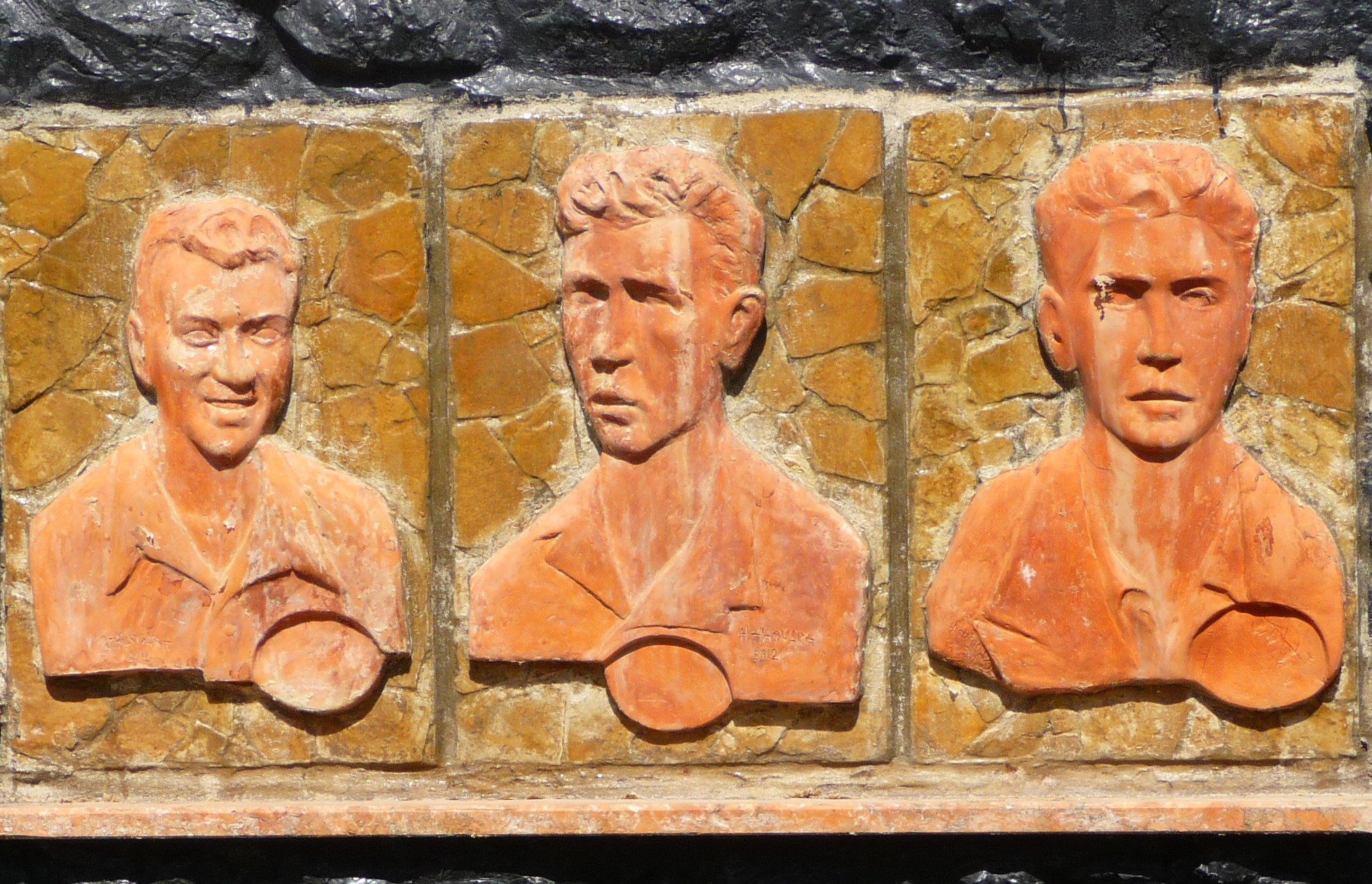
Plaque commémorative du lycée Lamrani, à Batna. Laïd Lamrani est représenté au centre, aux côtés de ses frères.